# MUSICUS!
『MUSICUS!』（ムジクス）は、OVERDRIVEより2019年12月20日発売の18禁恋愛アドベンチャーゲーム。

## 概要
美少女ゲームブランド OVERDRIVEの最終作。代表のbambooが企画を模索していた際に同ブランド過去作『キラ☆キラ』のシナリオを担当した瀬戸口廉也が話を持ちかけた経緯があり、今作は『キラ☆キラ』の後継を謳っている（続編ではない）。原画・キャラクターデザインはすめらぎ琥珀が担当。企画当初のタイトルは『MUSICA!』。
今作の開発費用はクラウドファンディング（以下CF）を採用しており、2018年7月にCAMPFIREにて開始したところ、日本記録級の異例の速さで目標調達金額に到達。CFのリターン製品は全年齢版としているが、10,696円のコースから“ゲームの世界を変化させるかもしれない可能性がある”「不思議なTシャツ」が付属される。また、今作のCFは違法アップロード＆ダウンロードへの被害の軽減なども兼ねており、店舗でのパッケージ販売は少量にし、基本SteamやDMMなど国内外のサイトでのダウンロード販売展開をしている。
2020年5月29日にクラウドゲーミングプラットフォーム「OOParts」でも配信された。また、家庭用ゲーム機向けとして2022年3月24日にNintendo Switch/PlayStation 4版が発売された。

## あらすじ
主人公・対馬馨（つしま けい）は有名進学校に通っていたが、中退して今は定時制に通っている。
父の後継ぎとして医者を目指すか悩んでいたところ、市の懸賞に応募した小説をきっかけに音楽プロダクションの社長・八木原に興味を持たれ『うちのバンドの遠征に同行してレポートを書いてくれないか』と依頼を受ける。
取材先はかつてメジャーレーベルで活動していたバンド『花鳥風月』。そのリーダー・花井是清はかなりの変わり者で戸惑いながらも、初めて参加したライブで馨は『花鳥風月』の音楽に心を奪われてしまう。
しかしその数日後、感動を忘れられない馨の元に届いたのは『花鳥風月解散』のニュース。納得がいかない馨は花井を説得に向かうものの議論は平行線。
懲りずに足を運んでバンド再開を求める馨に、花井はこう告げる。
『馨君、きみがおれのかわりにロックをやらないか？』

## 登場人物
※担当声優は非公開
対馬 馨（つしま けい）
本作の主人公。実家は祖父の代から続く医者家系で、自身も目指し最も偏差値の高い高校に通っていたが中退。その後、定時制学校に通うが医者を目指すことへ次第に疑問を持ちはじめる。市のとある小説応募をきっかけに彼の運命が大きく変わることへ。
花井 三日月（はない みかづき）
馨と同い年の学生で花井是清の妹。真っ白な容姿の先天性色素欠乏症（アルビノ）で美しい外見をしている。歌が上手くミュージシャンの兄を持つが、自身は音楽活動に積極的ではない。登校拒否で退学後、北海道から兄の元へ遊びに行った際に馨と出会う。
香坂 輪（こうさか めぐる）
「花鳥風月」のベーシスト。音楽とバンド活動以外のことに無頓着な女性。バンド以前の経歴を語ろうとせず、稼ぎもないのに良いマンションに住むなど、私生活は謎に包まれている。
尾崎 弥子（おざき やこ）
中学校時代の馨の後輩。貧しい家庭事情のため中学は不登校となる。現在は昼にレジ打ちのバイト、夜は定時制に通う勤労少女で苦労人。馨のことを『先輩』と呼んで慕っている。
花井 是清（はない これきよ）
花井三日月の兄。北海道出身。メジャー活動していたバンド『花鳥風月』のボーカル兼ギター。周囲に才能を評価されておりバンドの作曲を手がけていたが現在はインディーズ活動をしている。馨と出会い、彼に多大な影響を与える。
金田（かねだ）
馨が通う定時制のクラスメートで親しいロックファン仲間。派手な髪型と服装で柄が悪いが、ある偶然がきっかけで馨と交流を持つようになる。
髙橋 風雅（たかはし ふうが）
高い音楽センスを持つ美しいプレイヤー。音楽家の両親の元に生まれ幼い頃から音楽に触れていたが、両親の高尚な音楽に馴染めずロックの世界へ。ロックバンドで使用する楽器はどれも専門並みに演奏できるが、傲慢な性格のため人間関係がうまくいっていない。
田崎 京香（たざき きょうか）
輪の友人でドラマー。背が低く関西弁を話す。お人好しな性格で馨が出会う人間の中では数少ない常識人。
対馬 直美（つしま なおみ）
馨の母親。資産家の娘でお嬢様育ち。破天荒な夫と高校を中退した息子に囲まれても明るく楽しげに過ごすことが出来る性格である。
対馬 脩作（つしま しゅうさく）
馨の父親でクリニックを経営する開業医。独特な経営方針がテレビ番組に取り上げられたのがきっかけで、文化人としてメディアに出るようになる。家にはほとんど帰らず、都内のマンションに一人暮らし。
田村 怜（たむら れい）
女子大生ボーカリスト。『花鳥風月』の大ファンで、自らも大学の仲間とインディーズのパンクバンド『プテラノドン』を組んでいる。
篠崎（しのざき）
バンド『プテラノドン』の男性ベーシスト。ルックスが老けている大学生。
八木原（やぎはら）
インディーズバンド『STAR GENERATION』で一世を風靡したボーカリストだが現在は活動休止中。その後インディーズレーベル「スターレコード」を設立し、社長として後進育成を営む。文化人として市のとある文学賞の審査員をしていた際に馨の作品に興味を持ち、バンドの取材依頼をする。
佐藤 未来（さとう みらい）
馨の同級生の金髪ギャル。大家族の長女で弟妹の世話で忙しい。
村田 龍一（むらた りゅういち）
定時制に通う馨の同級生。二十一歳で馨たちより年上であるが、友人として仲良く付き合っている。かつては不良少年であったが恋人が妊娠したため心を入れ替え結婚した。昼間は工務店勤めをしている。

## スタッフ
- 原画・キャラクターデザイン：すめらぎ琥珀
- シナリオ：瀬戸口廉也
- 音楽プロデュース：milktub
- 劇伴：流田Project
- ディレクター：楢崎陽
- プロデューサー：竹内"bamboo"博
- 企画・開発：OVERDRIVE